# Hyperboreus Labyrinthus
L'Hyperboreus Labyrinthus (in latino "Labirinto iperboreo") è una formazione geologica della superficie di Marte.